# 茜木
茜木（学名：Pavetta indica）为茜草科大沙叶属下的一个种。种名indica意为印度的。